# Foire d'État du Minnesota

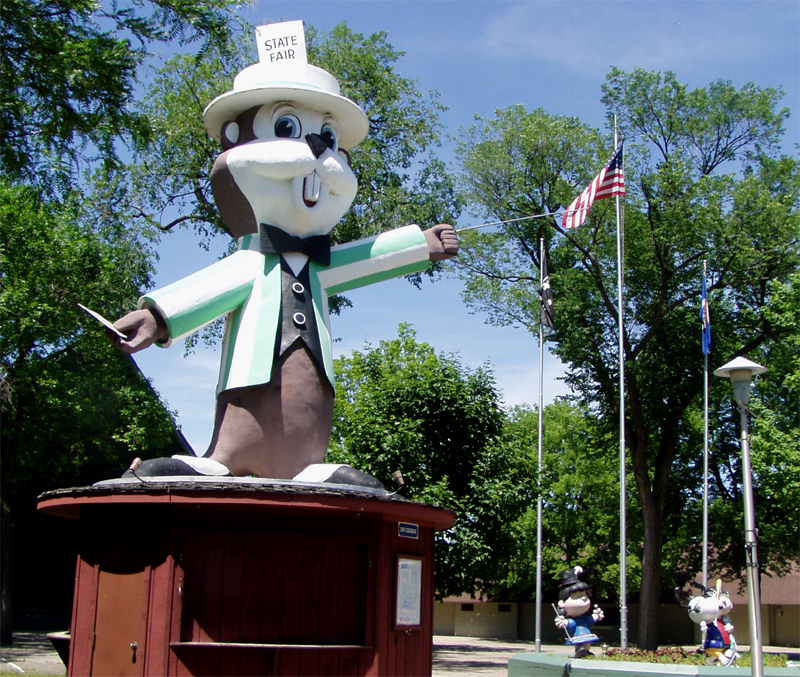
Mascotte de la foire sur le dessus du kiosque d'information

La foire d'État du Minnesota (en anglais : Minnesota State Fair) est la foire d'État (en) du Minnesota. Il s'agit de la plus grande foire des États-Unis en termes de fréquentation quotidienne moyenne et de la deuxième du pays en termes de participation totale après la foire d'État du Texas qui dure généralement deux fois plus longtemps.